# Muzeul de Artă Vizuală din Galați
Muzeul de Artă Vizuală este un muzeu județean din Galați, înființat în anul 1967 cu denumirea Muzeul de Artă. În decursul timpului, muzeul s-a specializat pe artă contemporană românească, astfel că, din anul 1990, a primit noua denumire.
Muzeul are importante colecții de pictură, sculptură, grafică, artă decorativă (tapiserie, ceramică, sticlă). Printre exponate se găsesc o serie de piese renumite din secolul al XIX-lea (Aman, Rosenthal, Grigorescu) și din perioada interbelică (Victor Brauner, Theodor Pallady, Petrașcu, Tonitza etc.). Cea mai mare parte a patrimoniului este formată din piese de artă contemporană românească realizate în special între 1967 - 2000 (Horia Bernea, I. Gheorghiu, I. Sălișteanu, Marin Gherasim, Ana Lupaș, Gheorghe Apostu, Ion Țuculescu, Corneliu Baba etc.)
La înființare, muzeul a fost găzduit de Palatul Episcopal, o clădire monument istoric construită între anii 1898 - 1900 și inaugurată în anul 1906. De curând, clădirea a fost retrocedată Episcopiei pentru un muzeu de artă religioasă, iar Muzeul de Artă Vizuală s-a mutat într-un nou sediu. 